# Ђарамарана
Ђарамарана (jarāmaraṇa) је кованица састављена од две санскритске и пали речи: "старост" (jarā) и "смрт" (maraṇa), дословно старо-смрт.
У будизму, старо-смрт је појам повезан са болном неизбежношћу окончања свега рођеног.